# فيجاي أمريتراج
فيجاي أمريتراج مواليد 14 ديسمبر 1953 في تشيناي، هو لاعب كرة مضرب هندي سابق بدأ مسيرته كمحترف سنة 1970 وكان يلعب باليد اليمنى، اعتزل اللعب في 1993. أعلى تصنيف له في الفردي كان المركز الـ 16 في سنة 1980. سبق أن شارك في دورة الألعاب الأولمبية الصيفية. فاز بجائزة أفضل لاعب متحسن من قبل رابطة محترفي كرة المضرب.

## روابط خارجية
- فيجاي أمريتراج على موقع IMDb (الإنجليزية)
- فيجاي أمريتراج على موقع ألو سيني (الفرنسية)
- فيجاي أمريتراج على موقع أول موفي (الإنجليزية)
- فيجاي أمريتراج على موقع قاعدة بيانات الأفلام السويدية (السويدية)
- فيجاي أمريتراج على موقع قاعدة بيانات الفيلم (الإنجليزية)
- فيجاي أمريتراج على موقع كينوبويسك (الروسية)